# 1539
1539 (MDXXXIX) je bilo navadno leto, ki se je po julijanskem koledarju začelo na sredo.

## Dogodki
- Španija si priključi Kubo.

## Smrti
- 22. september - Guru Nanak, ustanovitelj sikhizma (* 1469)